# Fairfield (Washington)
Fairfield és una població dels Estats Units a l'estat de Washington. Segons el cens del 2000 tenia 494 habitants.

## Demografia
Segons el cens del 2000, Fairfield tenia 494 habitants, 172 habitatges, i 121 famílies. La densitat de població era de 302,8 habitants per km².
Dels 172 habitatges en un 32% hi vivien nens de menys de 18 anys, en un 59,9% hi vivien parelles casades, en un 6,4% dones solteres, i en un 29,1% no eren unitats familiars. En el 25% dels habitatges hi vivien persones soles el 12,2% de les quals corresponia a persones de 65 anys o més que vivien soles. El nombre mitjà de persones vivint en cada habitatge era de 2,57 i el nombre mitjà de persones que vivien en cada família era de 3,11.
Per edats la població es repartia de la següent manera: un 25,3% tenia menys de 18 anys, un 6,1% entre 18 i 24, un 24,5% entre 25 i 44, un 21,3% de 45 a 60 i un 22,9% 65 anys o més.
L'edat mediana era de 41 anys. Per cada 100 dones de 18 o més anys hi havia 99,5 homes.
La renda mediana per habitatge era de 29.545 $ i la renda mediana per família de 40.694 $. Els homes tenien una renda mediana de 30.625 $ mentre que les dones 23.250 $. La renda per capita de la població era de 14.022 $. Aproximadament el 17,1% de les famílies i el 20,5% de la població estaven per davall del llindar de pobresa.

## Persones il·lustres
- Edward Kienholz (1927 - 1994) escultor[4]

## Poblacions més properes
El següent diagrama mostra les poblacions més properes.